# 1284
1284 (MCCLXXXIV) fue un año bisiesto comenzado en sábado del calendario juliano.

## Acontecimientos
- En Roma, el papa Inocencio III predice que el mundo llegará a su fin en alguna fecha de este año, 666 años a partir del surgimiento de la religión islámica (en julio del 622, aunque Inocencio se equivocó por cuatro años, ya que calculó erróneamente que la Hégira había sucedido en el 618).[1]
- 11 de enero: en Aragón (actual España), el rey Pedro III otorga privilegios civiles y económicos a Barcelona, mediante una compilación titulada Recognoverunt próceres.
- 30 de abril: Sancho IV de Castilla es coronado en Toledo, sucediendo a su padre Alfonso X el Sabio.
- 5 de junio: se produce la batalla naval del golfo de Nápoles.
- 26 de junio (Día de san Pedro y san Pablo): en Hamelín (actual Alemania) suceden los hechos de la leyenda del flautista de Hamelín, en que 130 niños (posiblemente jóvenes) fueron raptados o reclutados.
- En Ciudad Real (España), Pedro Muñoz funda la Orden de Santiago.

## Nacimientos
- Arcipreste de Hita (Juan Ruiz)

## Fallecimientos
- 5 de abril: Alfonso X el Sabio, rey castellano entre 1252 y 1284.